# Stena Scandinavica (Schiff, 2003)
Die Stena Scandinavica ist ein Fährschiff zum Transport von Fahrzeugen und Passagieren (RoPax). Sie wurde in Südkorea für die Stena Line gebaut, 2002 als Stena Britannica II in Dienst gestellt und 2003 in Stena Britannica umbenannt. 2007 wurde sie in Deutschland auf der Lloyd Werft verlängert und galt danach für kurze Zeit als das größte RoPax-Fährschiff der Welt. 2010 wurde sie zunächst in Britannica, wenig später in Stena Scandinavica IV  und schließlich in Stena Scandinavica umbenannt. Seit 2011 ist die Stena Scandinavica gemeinsam mit der Stena Germanica auf der Route Kiel–Göteborg im Einsatz, wo sie die Vorgängerfähre gleichen Namens ersetzte.

## Bau in Südkorea und Einsatz im Ärmelkanal
Das Fährschiff mit der IMO-Nummer 9235517 wurde, wie auch ihr Schwesterschiff Stena Adventurer, 2002 von der Bauwerft Hyundai Heavy Industries, Ulsan, Südkorea unter der Baunummer 1392 in Auftrag genommen. Die Ablieferung der Stena Britannica II erfolgte am 7. Januar 2003, sie kam unter der Flagge von Großbritannien mit Heimathafen Harwich in Fahrt, wie die ebenfalls auf der Route eingesetzte Stena Hollandica, die spätere Stena Germanica.
Das Schiff wurde am 25. Februar 2003 auf der Strecke Hoek van Holland – Harwich in Dienst gestellt und löste damit die vorherige Stena Britannica ab.
Mit einer Länge von 211,6 m, einer Breite von 29,9 m und einem Tiefgang von 6,3 m ergab sich eine Vermessung von 43.500 BRZ. Die Tragfähigkeit betrug 10.670 tdw, als Lademeter wurden 3.400 m angegeben und in den Kabinen gab es Platz für 900 Passagiere.
Am 17. März 2003 wurde das Schiff in Stena Britannica umbenannt und am 28. März 2003 in Harwich getauft.
Der Schiffsantrieb erfolgt von vier Dieselmotoren mit je neun Zylindern der Firma MAN B&W vom Typ 9L40/54 mit je 6.480 kW bei 500 Umdrehungen pro Minute. Die Gesamtleistung von rund 26.000 kW der vier Motoren wirkt auf zwei Getriebe und treibt zwei Propeller an. Das Schiff erreicht damit eine Geschwindigkeit von rund 22 Knoten. Zur Bordstromversorgung stehen zwei Wellengeneratoren mit jeweils 2.400 kW und vier MAN B&W-Dieselgeneratoren vom Typ 8L23/30H mit jeweils 1.200 kW zur Verfügung. Zur besseren Manövrierfähigkeit wurde das Schiff mit speziellen Ruderanlagen und zwei 2.200 kW Bugstrahlruder ausgestattet.

## Umbau in Deutschland auf der Lloyd-Werft
Auf der Lloyd Werft in Bremerhaven wurde das Schiff in der relativ kurzen Zeit vom 20. Januar bis zum 9. März 2007 verlängert. Dazu wurde das Schiff im Schwimmdock auseinandergeschnitten und das Hinterschiff ausgeschwommen. Danach wurden die bereits vorgefertigte 30 m lange und 29,9 m breite Mittschiffs-Sektion und danach das Hinterschiff wieder eingeschwommen. Anschließend wurden die Teile miteinander verschweißt, die Kabel und Rohrleitungen wieder miteinander verbunden und entsprechende Arbeiten in den betroffenen Innenräumen durchgeführt. In der neuen Mittschiffssektion befanden sich neue Kabinen, neue Restaurants, Bars und die notwendige Infrastruktur. In der Werftzeit wurden auch die anderen vorhandenen Kabinen, Restaurants und der Freizeit-Bereich mit Einkaufs- und Vergnügungsmöglichkeiten modernisiert und dem neuen Standard angepasst.
Mit der Länge von rund 240 m, einer Breite von 29,9 m und einem Tiefgang von 6,2 m ergab sich eine neue Vermessung von 57.639 BRZ. Die vergrößerte Tragfähigkeit beträgt 17.200 tdw, als Lademeter wurden 4.100 m angegeben und in den Kabinen gab es jetzt Platz für 1300 Passagiere. Mit dieser Vermessung der Bruttoraumzahl galt die damalige Stena Britannica als das größte RoPax-Fährschiff der Welt.

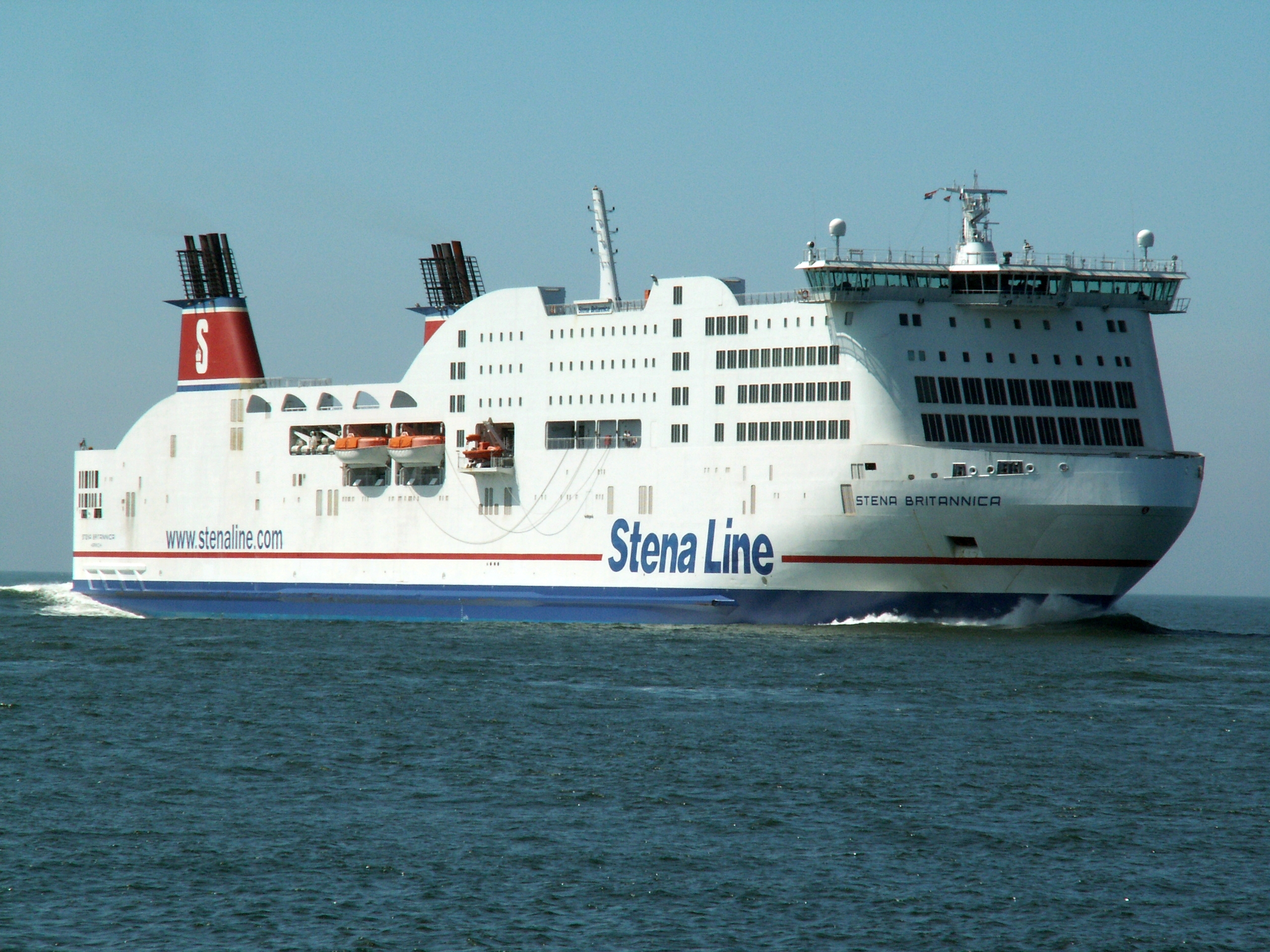
Das Schiff vor der Verlängerung
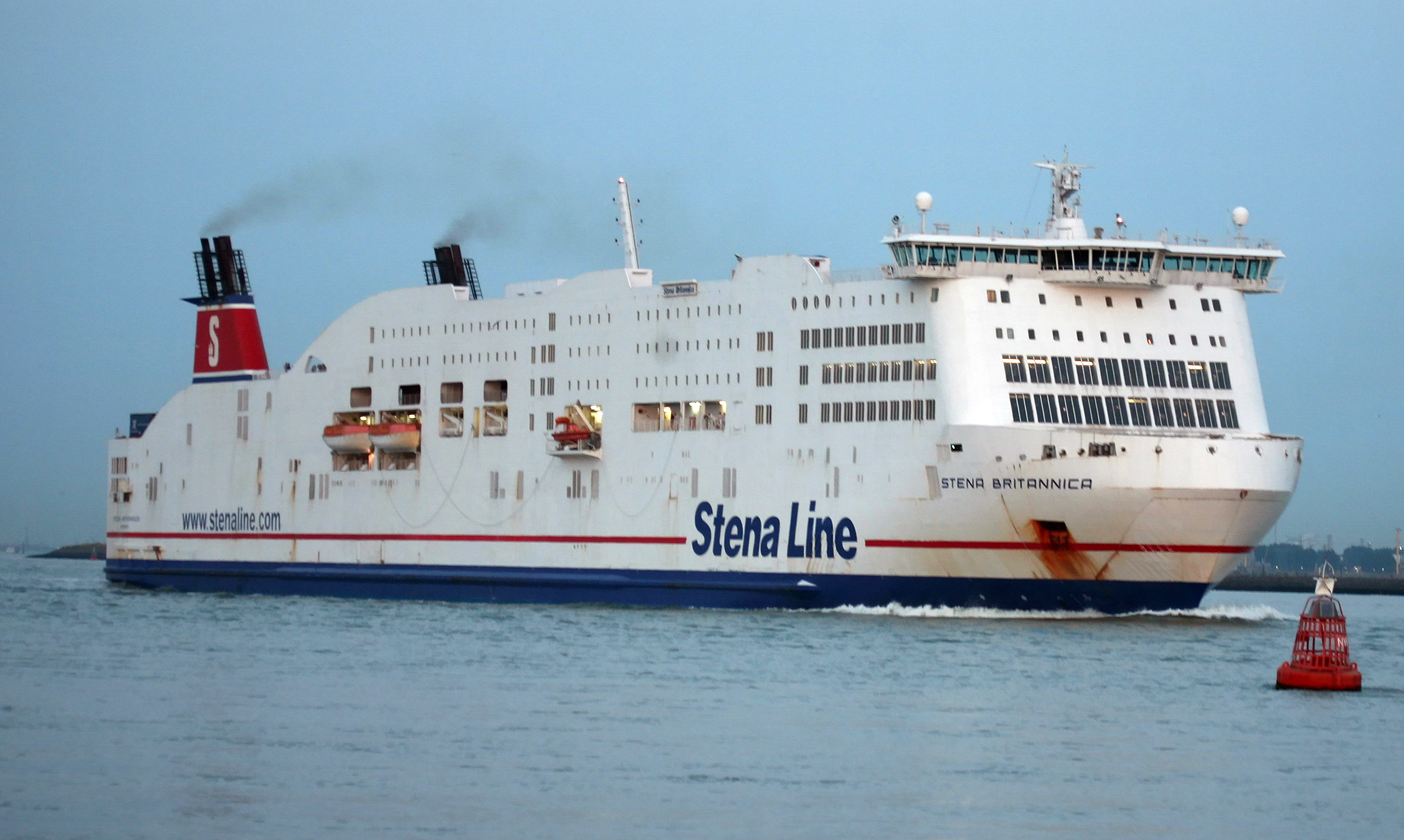
Nach der Verlängerung
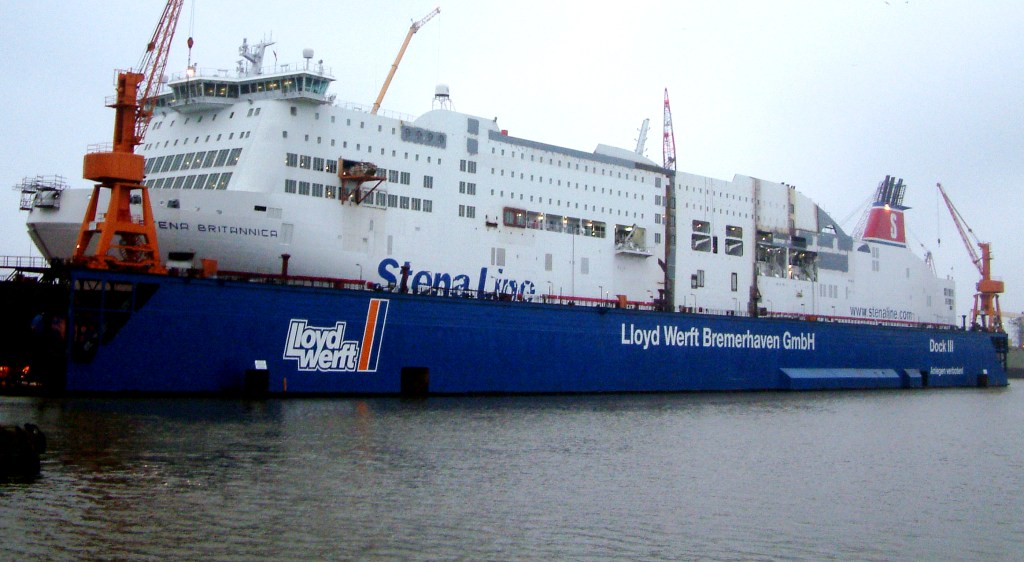
Das Schiff bei der  Verlängerung

## Einsatz im Skandinaviendienst
2010 wurde die Stena Britannica im Dienst Hoek van Holland – Harwich von der zweiten der beiden neuen auf der Werft Nordic Yards in Wismar gebauten Superfähren, der Stena Britannica III, die auf den traditionellen Namen Stena Britannica getauft wurde, ersetzt. Diese hat eine Vermessung von 64.039 BRZ.
Die Stena Britannica wurde im September 2010 zunächst in Britannica umbenannt. Sie wurde ab Oktober 2010 in der polnischen Werft Remontowa überholt und modernisiert und erhielt dabei ein neues Deck mit zusätzlichen 100 Kabinen. Im April 2011 wurde sie in Stena Scandinavica IV umbenannt und ersetzte die heutige Stena Spirit und fährt seit dem 19. April 2011 neben der Stena Germanica unter schwedischer Flagge und mit Heimathafen Göteborg auf der Route Göteborg – Kiel. Im Mai 2011 wurde sie in Stena Scandinavica umbenannt.
Im November 2015 erlitt das Schiff einen Schaden an der Antriebswelle, weshalb die Geschwindigkeit gedrosselt werden musste. Das Schiff wurde deshalb vom 25. November bis zum 4. Dezember 2015 von der Route abgezogen und zu Reparatur nach Naantali gebracht. Vom 27. November bis zum 4. Dezember ersetzte die Stena Gothica die Stena Scandinavica. Da die benötigten Ersatzteile nicht rechtzeitig beschafft werden konnten, wurde der Fahrplan vorerst umgestellt, eine Überfahrt dauert nun knapp 3 Stunden länger. Eine erneute Werftzeit erfolgte vom 12. bis zum 21. Januar 2016 bei Remontowa in Danzig.
Von Januar bis Februar 2018 erhielt das Schiff bei Remontowa in Danzig Scrubber und wurde währenddessen von der Caroline Russ ersetzt.